# Teodoro Brana
Teodoro Brana, in greco  Θεόδωρος Βρανάς?, Theodōros Branas (Adrianopoli, 1169 – post 1219), è stato un nobile bizantino.

## Biografia
Egli era figlio di Alessio Brana e di Anna Comnena Vatatzina.
Divenne dal 1193 amante  e poi marito (estate 1204 ) dell'imperatrice Agnese di Francia, detta anche Anna (1171 – 1240), vedova di due imperatori  (Alessio II Comneno, 1169 – 1183 e Andronico I Comneno, 1118 – 1185) e sorella di Filippo II, re di Francia
Teodoro ed Agnese furono per i cavalieri latini della Quarta crociata di inestimabile aiuto dopo che essi avevano occupato nel 1204 la città di Costantinopoli ed istituito l'Impero latino. Teodoro fu uno dei primi nobili bizantini (tra i pochi) che sostennero i latini e funse da ambasciatore di Enrico di Fiandra (primo imperatore latino di Costantinopoli) allorché i greci di Adrianopoli e Demotica vollero rompere la loro alleanza con Kalojan di Bulgaria e porsi sotto la protezione delle milizie latine.
Teodoro divenne signore di Arpos, che i latini chiamavano Napoli,  di Adrianopoli e di Demotica (Tracia), per nomina del podestà veneziano Marino Zeno (luglio 1206).